# Isothrix pagurus
Isothrix pagurus es una especie de roedor de la familia Echimyidae.

## Distribución geográfica
Se encuentra en Sudamérica: Brasil. 